# Valeriana daghestanica
Valeriana daghestanica är en kaprifolväxtart som beskrevs av Franz Josef Ivanovich Ruprecht och Pierre Edmond Boissier. Valeriana daghestanica ingår i släktet vänderötter, och familjen kaprifolväxter. Inga underarter finns listade i Catalogue of Life.